# Kurzgewölbter Laufkäfer
Der Kurzgewölbte oder Konvexe Laufkäfer (Carabus convexus) ist ein Käfer der Echten Laufkäfer (Carabus).

## Merkmale
Der Kurzgewölbte Laufkäfer erreicht eine Körperlänge von 14 bis 20 Millimetern und gehört damit zu den mittelgroßen Käferarten Europas, zugleich gemeinsam mit dem Heidelaufkäfer (Carabus nitens) jedoch zu den kleinsten Arten der Gattung in Europa. Sein Körper ist schwarz, insbesondere die Flügeldecken (Elytren) und der Halsschild besitzen einen leuchtend blau bis blauschwarzen Schimmer. Die Elytren sind sehr fein punktiert.

## Verbreitung
Der Käfer ist in mehreren Unterarten über große Gebiete Europas und Asiens verbreitet und meistens häufig . Sein Verbreitungsgebiet erstreckt sich von den Pyrenäen in Südeuropa über den größten Teil Europas und Teile Asiens bis nach Sibirien. Dabei kann er sowohl im Flachland wie auch in höheren Lagen gefunden werden.

## Lebensweise
Der Kurzgewölbte Laufkäfer lebt vor allem auf Feldern und in unbewaldeten Gebieten, seltener auch in Wäldern. Er ist eurytop und bevorzugt in der Regel feuchte Standorte (hygrophil). In Meeresnähe kann er jedoch auch trockene Lebensräume bevorzugen (xerophil).
Er ernährt sich räuberisch vor allem von anderen Insekten und von Schnecken und Würmern. Daneben geht er auch an Aas. Er ist nachtaktiv, gelegentlich allerdings auch tagsüber anzutreffen, und von April bis September präsent. Die Überwinterung erfolgt als Imago, die Fortpflanzung erfolgt im Frühjahr.